# Bibsys
BIBSYS é uma agência administrativa configurada e organizada pelo Ministério da Educação e Investigação da Noruega. Eles são um prestador de serviços, com foco na troca, armazenamento e recuperação de metadados relativos à pesquisa, ao ensino e à aprendizagem, historicamente relacionados com os recursos da biblioteca.
BIBSYS estão colaborando com todos as universidades norueguesas  faculdades, bem como instituições de pesquisa
e a Biblioteca Nacional da Noruega. A Bibsys é formalmente organizado como uma unidade da Universidade norueguesa de Ciência e Tecnologia (NTNU), localizado em Trondheim, Noruega. O conselho de administração é nomeado pelo Ministério da Educação e Investigação norueguês .
BIBSYS oferece a pesquisadores, estudantes e outras pessoas um acesso fácil à biblioteca de recursos, oferecendo a unificação de serviço de pesquisa Oria.no e outros serviços de biblioteca.
 Eles também oferecem produtos integrados de bibliotecas para a operação interna de pesquisa e especial, bem como recursos educacionais abertos.

Como um membro DataCite BIBSYS age como um representante nacional DataCite na Noruega e, assim, permite que todos os do ensino superior e instituições de investigação da Noruega de usar DOI em seus dados de pesquisa.
Todos os seus produtos e serviços são desenvolvidos em cooperação com as suas instituições-membros.

## História
A BIBSYS começou em 1972, como um projeto de colaboração entre a Biblioteca Sociedade Real Norueguesa de Ciências e Letras  (Det Kongelige Norske Videnskabers Selskabs Bibliothek), o Instituto norueguês de Tecnologia, a Biblioteca e o Centro de informática do Instituto norueguês de Tecnologia. O objetivo do projeto era para automatizar rotinas de biblioteca internas. Desde 1972 a Bibsys evoluiu a partir de uma um fornecedor do sistema de bibliotecas para duas bibliotecas, em Trondheim, para desenvolvimento e operação de um sistema nacional de bibliotecas para a biblioteca norueguesa de pesquisa e especial bibliotecas. O grupo-alvo foi também expandido para incluir os clientes da investigação e especial bibliotecas, proporcionando-lhes fácil acesso aos recursos da biblioteca.
A BIBSYS é uma agência pública de órgãos administrativos, responsável perante o Ministério da Educação e Investigação, e administrativamente organizada como uma unidade em NTNU. Além do Sistema de bibliotecas BIBSYS, o portfólio de produtos consiste de Perguntar BISBYS, BIBSYS Brage, BIBSYS Galleri e BIBSYS Tyr. Todas as operações de aplicações e bases de dados é realizada de forma centralizada pela BIBSYS. A BIBSYS também oferecem uma gama de serviços, tanto em conexão com seus produtos e serviços em separado e independente dos produtos que fornecem.